# Черненко, Тимофей Глебович
Тимофей Глебович Черненко (1864 — ?) — казак, член Государственной думы II созыва от Полтавской губернии.

## Биография

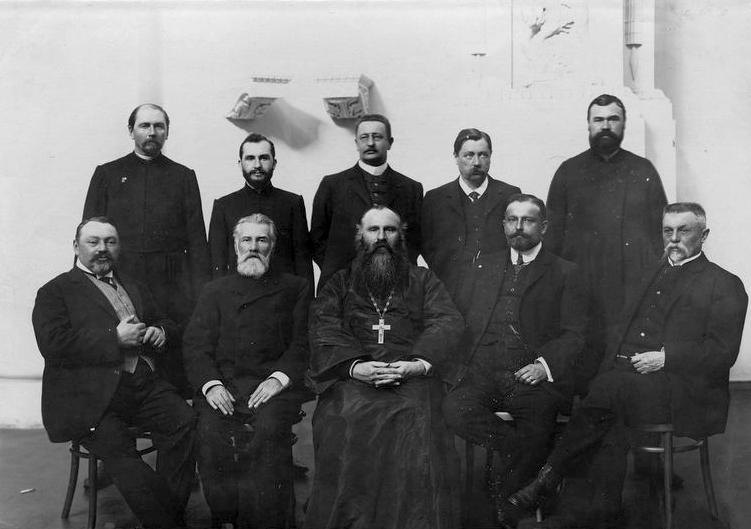
Депутаты Государственной думы II созыва от Полтавской губернии. Стоят: Власенко А. Ф., Дубовик К. А., Милорадович Д. Н., Лукашевич С. В., Черненко Т. Г.; сидят: Булюбаш В. И., Павлов П. П., Пирский Н. В., Маслянников В. В., Шкларевич П. Д.

Из казацкого сословия, национальность определялась как "русский". Выпускник двухклассного министерского училища. Занимался земледелием на 29 десятинах надельной и собственной земли. В момент выборов в Думу оставался беспартийным, но по политической позиции примыкал к «Союзу 17 октября».
10 февраля 1907 года избран членом Государственной думы II созыва от общего состава выборщиков Полтавского губернского избирательного собрания. 14 апреля 1907 года участвовал в депутации правых думцев-крестьян на высочайшей аудиенции Николая II. Вошёл в состав фракции «Союза 17 октября» и группы Правых и умеренных. Поставил свою подпись под заявлением группы умеренных крестьян по аграрному вопросу.  На общих заседаниях Государственной Думу в прениях не участвовал.
Дальнейшая судьба и дата смерти неизвестны.

### Рекомендуемые источники
- Российский государственный исторический архив. Фонд 1278. Опись 1 (2-й созыв). Дело 480; Дело 596. Лист 12.